# Barrage de Verbois

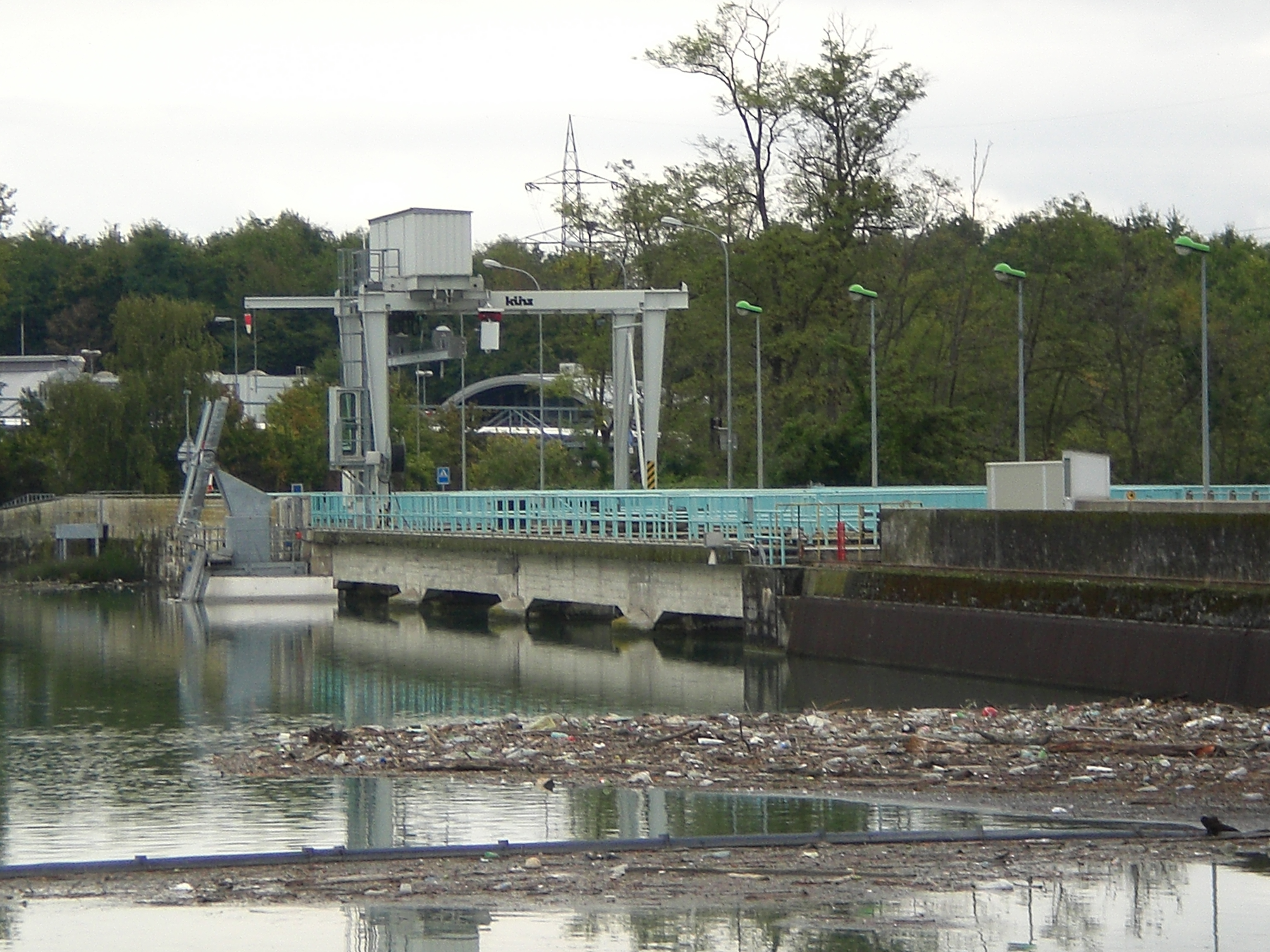
Aufgestaute Rhone mit Staumauer

Die Barrage de Verbois ist eine Staustufe und ein Laufwasserkraftwerk auf der Rhone im Kanton Genf.
Die Staumauer liegt auf der Grenze zwischen den Gemeinden Aire-la-Ville und Russin. Das Kraftwerk und die Schaltanlage befinden sich auf der rechten Rhoneseite, also auf der Gemeinde Russin. Die Anlage gehört den öffentlichen Services Industriels de Genève (SIG).
Die 1938 begonnene Anlage wurde 1943 fertiggestellt. Sie ersetzte die etwas flussaufwärts gelegene Usine de Chèvres. Dieses Laufwasserkraftwerk hatte eine installierte Leistung von 13 MW. Es wurde 1896 in Betrieb genommen und funktionierte bis 1943, als es abgebrochen wurde, bevor es durch den neuen Stausee überflutet wurde.

## Staustufe
Die Gewichtsstaumauer ist 34 m hoch, 340 m lang und hat ein Volumen von 131'000 m³. Der Stausee hat ein Volumen von 12 Millionen m³ und eine Fläche von 1,3 km² und eine Länge von 11,4 km. Die Kantonsstrasse 81, die die Dörfer Aire-la-Ville und Russin verbindet, führt über die Staumauer.
Seit Januar 2000 gibt es auf dem linken Ufer die grösste Fischtreppe der Schweiz mit 107 Becken. Am linken Ufer oberhalb der Staumauer befindet sich die Müllverbrennungsanlage Cheneviers. Diese wird teilweise durch Schiffe beliefert, die auf der aufgestauten Rhone fahren.

## Laufwasserkraftwerk
In der rechten Hälfte der Staumauer sind vier Kaplan-Turbinen mit einer Gesamtleistung von 98 MW installiert. Der maximale Höhenunterschied ist 21,6 m und die durchschnittliche Abflussmenge 321 m³/s. Das Kraftwerk hat eine durchschnittliche Jahresproduktion von 466 GWh. Die Leistung wird während des Tagesverlaufs der Stromnachfrage angepasst, indem der Rhoneabfluss mit dem oberhalb gelegene Barrage du Seujet gesteuert wird.
Am 8. Februar 1996 ist Kraftwerk durch einen Brand in der Maschinenhalle beschädigt worden.
Die vier Turbinen wurden nacheinander zwischen September 1997 und Herbst 1998 wieder in Betrieb genommen.
Am unteren Ende der Fischtreppe ist ein Mikrokraftwerk installiert mit einer Francis-Turbine von 316 kW Leistung, die 2004 1,8 GWh produziert hat.
Auf dem rechten Ufer befindet sich unterhalb der Staumauer die gasisolierte Schaltanlage Verbois. Diese ist mit 400-kV- und 230-kV-Hochspannungsleitungen mit Frankreich und der restlichen Schweiz verbunden.
Zwei Solarkraftwerke sind auf dem Gelände installiert: seit August 2001 SIG solar 1 auf der Staumauer mit 7,6 kW, und seit Juli 2005 neben der Schaltanlage SIG solar 3 mit 1 MW.